# Туулос, Калле
Калле (Кали) Кустаа Туулос (фин. Kalle Kustaa Tuulos; 15 мая 1930 — 4 марта 2001) — фигурист из Финляндии, восьмикратный чемпион Финляндии (1949—1956 годы) в мужском одиночном катании. Представлял Финляндию на Олимпийских играх 1952 года (Осло), где занял 13-е место. На следующих играх был 15-м. В паре с Инкери Сойнинен он — серебряный призёр чемпионата Финляндии 1951 года в парном катании.

## Спортивные достижения

### В мужском одиночном катании
| Международные соревнования | Международные соревнования | Международные соревнования | Международные соревнования | Международные соревнования | Международные соревнования | Международные соревнования | Международные соревнования | Международные соревнования | Международные соревнования | Международные соревнования |
| Соревнования / Сезон       | 1947                       | 1948                       | 1949                       | 1950                       | 1951                       | 1952                       | 1953                       | 1954                       | 1955                       | 1956                       |
| -------------------------- | -------------------------- | -------------------------- | -------------------------- | -------------------------- | -------------------------- | -------------------------- | -------------------------- | -------------------------- | -------------------------- | -------------------------- |
| Зимние Олимпийские игры    |                            |                            |                            |                            |                            | 13                         |                            |                            |                            | 15                         |
| Чемпионаты мира            |                            |                            |                            | 6                          |                            |                            |                            |                            |                            |                            |
| Чемпионаты Северных стран  |                            |                            | 2                          | 2                          | 2                          |                            | 1                          | 2                          | 1                          | 1                          |
| Национальные турниры       |                            |                            |                            |                            |                            |                            |                            |                            |                            |                            |
| Чемпионаты Финляндии       | 2                          | 2                          | 1                          | 1                          | 1                          | 1                          | 1                          | 1                          | 1                          | 1                          |

### В парном катании
(в паре с Инкери Сойнинен)
| Соревнования/Сезон   | 1951 |
| Чемпионаты Финляндии | 2    |

## Личная жизнь
Калле Туулос родился 15 мая 1930 г. в г. Тампере в семье известного финского спортсмена Калле Туулоса — старшего. Вместе с сестрами, Синиккой (фин. Sinikkа) и Орвокки, он приобщился к фигурному катанию.
Его старшая сестра Орвокки Туулос (позже — Салмикиви) была успешной спортсменкой. С детских лет выступала на чемпионатах Финляндии в одиночном и парном катании. Профессионально занималась плаванием, в течение многих лет входила в состав сборной Финляндии по плаванию.
Он приходится племянником Олимпийскому чемпиону 1920 г. в тройном прыжке Вильхо Туулосу.